# Бёллингское потепление
| Хронология                        | Похолодание/потепление (Восточная/Западная Европа) | Начало (тыс. лет назад) / ИКС (MIS) |
| --------------------------------- | -------------------------------------------------- | ----------------------------------- |
| Голоцен                           | Пребореальный период                               | Менее 11,7                          |
| Позднеледниковье                  |                                                    |                                     |
| Поздний дриас                     | 12,7                                               |                                     |
| Аллерёдское потепление            | 13,9                                               |                                     |
| Средний дриас                     | 14,1                                               |                                     |
| Бёллингское потепление            | 14,7 (MIS 1)                                       |                                     |
| Поздний пленигляциал              |                                                    |                                     |
| Ранний дриас                      | 16,9                                               |                                     |
| Вепсовская (Мекленбургская) фаза  | ~18                                                |                                     |
| Едровская (Померанская) фаза      | ~20                                                |                                     |
| Бологовская (Франкфуртская фаза)  | ~22,3                                              |                                     |
| Усвячская (Бранденбургская) фаза) | 24 (MIS 2)                                         |                                     |
| Дунаевское (Денекамп)             | ~28,2                                              |                                     |
| Средний пленигляциал              |                                                    |                                     |
| Шенское                           | ~30                                                |                                     |
| Ленинградское (Хенгело)           | ~39                                                |                                     |
| Ленинградское (Моерсхофт)         | ~47                                                |                                     |
| Кашинское (Эберсдорф)             | ~50                                                |                                     |
| Красногорское (Глинде)            | ~55,5                                              |                                     |
| Красногорское (Оерел)             | 58 (MIS 3)                                         |                                     |
| Ранний пленигляциал               |                                                    |                                     |
| Шестихинское (Шалкхольц)          | ~70 (MIS 4)                                        |                                     |
| Круглицкое (Оддераде)             | ~77 (MIS 5a)                                       |                                     |
| Лапландское (Редерсталь)          | ~85 (MIS 5b)                                       |                                     |
| Верхневолжское (Брёруп)           | ~93                                                |                                     |
| Верхневолжское (Амерсфорд)        | ~100 (MIS 5c)                                      |                                     |
| Курголовское (Хернинг)            | ~112 (MIS 5d)                                      |                                     |
| Микулинское межледниковье         |                                                    |                                     |
| ←Эемское потепление               | 128—117 (MIS 5e)                                   |                                     |

Бёллингское потепление, или бёллингский интерстадиал, — тёплый интерстадиальный период между ранним и средним дриасом в конце последнего оледенения. Назван по последовательности торфяных слоёв, обнаруженных в озере Бёллинг в центральной части Ютландии. Соответствует пыльцовой зоне Ib. В тех регионах, где средний дриас не отмечен, бёллинг и аллерёд объединяются в единое бёллинг-аллерёдское потепление.

## Хронология
Начало бёллингского потепления представляет собой чётко идентифицируемую дату резкого подъёма температуры, обозначившего окончание раннего дриаса около 14 670 лет тому назад. Робертс (Roberts, 1998) указывает дату 15 000 лет тому назад. Возрастом около 14 650—14 000 лет тому назад датируется бёллингский слой при раскопках озера Невшатель в Швейцарии, 1992—1993. Данные изотопа кислорода во льду из Гренландии указывают на бёллингский пик потепления между 14 600 и 14 100 гг. тому назад. Большинство полученных недавно датировок относятся к указанному периоду в несколько сот лет.

## Флора
Из двух периодов потепления — бёллинг и аллерёд — первый был более тёплым и начался относительно резко. Во время бёллингского потепления из-за таяния льдов уровень морей поднимался более чем на 100 м. В результате таяния открылись значительные части северной Европы, а умеренные леса покрывали Европу с 29 по 41 градусы северной широты. После распространения ряда растений-первопроходцев, таких, как полярная ива и дриада восьмилепестная, на несколько столетий воцарились и распространились на север деревья твёрдых пород (например, дуб) и мягких пород (например, берёза и сосна).

## Фауна
В этот период фауна позднего плейстоцена из своих убежищ в Испании, Италии и на Балканах распространилась далеко на север. О существовании этих трёх убежищ говорят данные генетики, указывающие на три различных источника распространения животных. Основными данными по животному миру этого периода остаются костные останки в стойбищах охотников.
Основной добычей охотников того времени была крупная дичь: северный олень, лошадь, сайга, антилопа, зубр, шерстистый мамонт и шерстистый носорог. В альпийских регионах добычей были горные козлы и серны, а в лесах — благородный олень.
Среди животных меньшего размера были распространены лисица, волк, заяц и белка. В реках водился лосось.

## Археология
Люди вновь стали заселять леса Европы в поисках крупной дичи, которая подверглась в этот период максимальному истреблению. Человеческие культуры в это время относились к позднему верхнему палеолиту. Охотники мадленской культуры переселились вверх по Луаре далее в Парижский бассейн. В Дордони преобладала перигорская культура, в Италии — эпиграветтская культура, а на севере — гамбургская культура и культура Федермессер. На Ближнем Востоке доземледельческая натуфийская культура расселилась вдоль восточного побережья Средиземного моря, где она употребляла в пищу дикорастущие злаки, такие, как эммер и ячмень. Позднее, во время аллерёдского потепления, они начали культивировать эти злаки.